# Pilorična atrezija
Pilorična atrezija je retka kongenitalna anomalija, koja se javlja u manje od 1% svih atrezija ili dijafragmi gastrointestinalnog trakta. Za razliku od hipertrofičke stenoze, pilorička atrezija se manifestuje povraćanjem gastričkog sadržaja ubrzo po rođenju. U oko 50% slučajeva nalazi se hidramnion. Opstrukcija može biti membranozna ili solidna. Nativni snimak trbuha (abdomena) pokazuje prenaglašen želudačni mehur i odsustvo gasova u crevima.

## Etiopatogeneza
Pilorična atrezija se u literaturi opisuje kao bolest koja se familijarno javlja. Smatra se da se nasleđuje autozomno recesivno. U 30% pacijenata javlja se udružena sa buloznom epidrmolizoma (epidermolysis bullosa).

## Klinička slika
Novorođenče sa atrezijom pilorusa veoma često ima epigastričnu distenziju i brzo nakon rođenja počinje da povraća želudačni sadržaj bez primesa žuči. 

## Dijagnoza
U slučajevima atrezije pilorusa dijagnoza se može postaviti prenatalno i postnatsalno na osnovu nalaza distenzije želuca i odsustva sadržaja u distalnim delovima gastrointestinalnog trakta.
Ehosonografija
Ehosonografski kod pilorične atrezije se uočava:
- distenzija želuca *nedostatak sadržaja u crevima
- otsustvo prikaza piloričnog kanal.

Nativna grafija
Nativni radiografski snimak trbuha u stojećem stavu potvrđuje dijagnozu, jer se na njemu vidi:
- distendiran želudac
- jednan hidroaerični nivo,
- distalno nema sadržaja u gastrointestinalnom traktu.[5]

## Terapija
Kada se postavi dijagnoza ili posumnja na atreziju pilorusa, pacijentu se prvo postavlja nazogastrična sonda i uključuje intravenska rehidratacija (zbog velikog gubitka želudačnog sadržaja (kako ne bi došlo do razvoja metaboličke alkaloze). Ukoliko je pokušano hranjenje, lavažom želuca sa toplim fiziološkim rastvorom odstrane se ostaci mleka ili zgusnute sluzi. 
Lečenje je operativno. Metoda izbora je piloroplastika, tokom koje se čini uzdužna incizija od želuca ka duodenumu, a potom pažljivo iseca membrana, a pilorus poprečno ušije, da bi se sprečila stenoza. 

## Prognoza
Ukoliko je anomalija izolovana i na vreme dijagnostikovana i lečena, prognoza je veoma dobra.

## Literatura
- Doherty GM, Way LW, editors. Current Surgical Diagnosis & Treatment. 12th Edition. New York: Mcgraw-Hill; 2006.
- N. Roberton “Textbook of neonatology”, Churchil Livingdtone 1989

## Spoljašnje veze
- Dečja hirurgija Архивирано на веб-сајту  (9. мај 2021)
- Urodjene anomalije želuca — www.stetoskop.info

|  | Molimo Vas, obratite pažnju na važno upozorenje u vezi sa temama iz oblasti medicine (zdravlja). |